# Остров Витте (Йокангские острова)
О́стров Ви́тте (в 1822—1894 годы — Безымя́нный) — необитаемый остров в Святоносском заливе Баренцева моря в составе Йокангских островов. Административно относится к ЗАТО Островной Мурманской области.

## Расположение
Остров Витте является центральным островом группы. Расположен в юго-западной части Святоносского залива в 600—900 метрах от континента. Напротив него лежит город Островной — центр одноименного ЗАТО. От материка остров Витте отделён проливом Йокангский Рейд.
На небольшом расстоянии в несколько десятков метров к юго-востоку и северо-западу от острова Витте лежат другие острова группы: к юго-востоку за проливом Малые Ворота — остров Сальный, к северо-западу за проливом Витте — острова Чаячий и Кекур.

## Описание
Является самым крупным из Йогангских островов и одним из самых крупных островов всего Мурманского берега. Вытянувшийся вдоль побережья Кольского полуострова остров Витте имеет около 4 километров в длину и до 1,3 километра в ширину в широкой западной части. Южное и юго-западное побережье острова — скалистое и обрывистое, относительно ровное, северо-западное побережье — пологое и изрезенное небольшими узкими заливами — губа Бурная, губа Прибойная, губа Северная и другие.
Бо́льшую часть острова занимает гряда сопок высотой 72,6 м (максимальная высота острова), 41,3 м и 50,2 м. В центральной части между сопками лежит несколько небольших бессточных озёр. Растительность тундровая. Глубина моря у берегов острова колеблется от 0,6 до 10 метров.
Остров необитаем, на нём никогда не было населённых пунктов. С 1987 года был развёрнут противодиверсионный комплекс ПДК ДП-62 со штатной численностью личного состава до 22 человек, входивший в состав 153-го ОБ ПДСС (Гремиха). Боевую комплектацию комплекса составляли четыре БМ-21 типа «Град» а так же оружейный склад, ангары, вспомогательная техника и ЦУБы (Цельнометаллические Унифицированные Блоки). Остров изобилует грибами и ягодами. На склонах берегов цветёт «Золотой корень» (Родезия Розовая). Вдоль побережья на северо-запад тянется зимник. На южном окончании острова Витте установлен световой знак.

## История
Впервые остров был нанесён на карты под поморским названием Безымянный в 1822 году экспедицией Фёдора Литке на бриге «Новая Земля». Однако, после того, как в 1894 году здесь побывал министр финансов России Сергей Витте, остров был переименован в его честь картографами Морского министерства М. Е. Жданко и В. Н. Морозовым.